# Joey Suk
Joey Suk (Deventer, 8 juli 1989) is een Nederlands profvoetballer van Indonesische komaf die doorgaans als middenvelder speelt. Hij verruilde medio 2018 Go Ahead Eagles voor HNK Gorica.

## Carrière
Suk voetbalde bij de amateurs van DVV Davo. Hij debuteerde op 6 februari 2009 in het betaald voetbal toen hij het met Go Ahead Eagles opnam tegen FC Omniworld. In het seizoen 2008/09 speelde hij vier wedstrijden voor de club. Suk verlengde begin januari 2011 zijn contract met twee jaar, waardoor hij tot medio juli 2013 onder contract stond bij Go Ahead Eagles. In april 2011 liet hij weten dat hij zich tot Indonesisch staatsburger wilde laten naturaliseren, waarna hij geselecteerd werd voor het Indonesisch voetbalelftal onder 23. Hij kon echter niet spelen omdat de naturalisatie niet voltooid was.
Suk werd in de wintertransferperiode van het seizoen 2012/13 getransfereerd naar K. Beerschot AC, op dat moment veertiende in België. Na het faillissement van deze club later dat seizoen, kreeg hij een transfervrije status.
Op 14 juni 2013 tekende Suk een vierjarig contract bij NAC Breda. Hiermee speelde hij voor het eerst in zijn carrière in de Eredivisie, maar volgde in het seizoen 2014/15 degradatie naar de Eerste divisie. Hij plaatste zich in het volgende jaar met NAC voor de play-offs 2016, maar hierin versperde Willem II de Bredase club de weg terug naar het hoogste niveau.
Suk tekende in juni 2016 een contract tot medio 2018 bij zijn oude club Go Ahead Eagles, dat in het voorgaande seizoen wel promoveerde naar de Eredivisie. Met de club degradeerde hij in 2017 en medio 2018 ging Suk naar de Kroatische promovendus HNK Gorica.

## Trivia
Suk heeft een tatoeage waar Deventer in verwerkt zit. Tevens heeft hij nog een tatoeage op zijn rug; een kruis met vleugels, waar zijn naam Joey Suk bovenstaat. Suk heeft model gestaan voor het kledingmerk LegerDesStijls van voormalig Go Ahead Eagles-speler Dominique van Dijk.

## Clubstatistieken
| Seizoen | Club            | Land      | Competitie         | Wed. | Goals |
| ------- | --------------- | --------- | ------------------ | ---- | ----- |
| 2008/09 | Go Ahead Eagles | Nederland | Eerste divisie     | 4    | 0     |
| 2009/10 | Go Ahead Eagles | Nederland | Eerste divisie     | 22   | 4     |
| 2010/11 | Go Ahead Eagles | Nederland | Eerste divisie     | 24   | 2     |
| 2011/12 | Go Ahead Eagles | Nederland | Eerste divisie     | 30   | 12    |
| 2012/13 | Go Ahead Eagles | Nederland | Eerste divisie     | 16   | 5     |
| 2012/13 | K. Beerschot AC | België    | Jupiler Pro League | 11   | 0     |
| 2013/14 | NAC Breda       | Nederland | Eredivisie         | 17   | 2     |
| 2014/15 | NAC Breda       | Nederland | Eredivisie         | 8    | 0     |
| 2015/16 | NAC Breda       | Nederland | Eerste divisie     | 34   | 8     |
| 2016/17 | Go Ahead Eagles | Nederland | Eredivisie         | 16   | 0     |
| 2017/18 | Go Ahead Eagles | Nederland | Eerste divisie     | 37   | 3     |
| Totaal  | Totaal          | Totaal    | Totaal             | 219  | 36    |